# Pasquer
El pasquer (pascuarium) era, a Catalunya, una exigència o impost, inicialment públic, que calia pagar per l'ús d'una zona de pastures. És sinònim de pasturatge.
La seva existència es remunta a l'època visigoda. Cal partir de la base que, als inicis del comtat de Barcelona, es garantia als gots i hispans que hi residien l'antic costum de tallar llenya, aprofitar les pastures i aprofitar les aigües sense cap mena d'impediment. Els terrenys incultes podien, així, ésser lliurement explotats, i ja cap al segle xi encara es podia considerar que els erms eren franqueses comtals, de lliure explotació sense tribut ni servei.
Cap al segle xii, aquestes facultats van cristal·litzar com a dret d'empriu atribuït als titulars dels masos o capmasats. No obstant això, era usual que, a canvi d'aquest dret d'explotació, si no hi havia cap franquesa al respecte, es lliuressin una sèrie de càrregues públiques, que es recaptaven en benefici del fisc comtal, i entre elles, el pascuarium o pasquer, que gravava la pastura del ramat als pastius i boscos públics.
A partir de la primera meitat del segle xi, es va iniciar una progressiva apropiació particular i patrimonialització dels espais inclultes per part dels barons o senyors. Aquesta patrimonialització, no obstant, ja té antecedents a l'època carolíngia, en la qual, per exemple, al bisbat de Girona, el pasquer fou en part cedit als bisbes d'aquesta seu.
En el segle xii ja no s'esmenta el pasquer, que sembla que va ésser substituït per una diversitat de drets que gravaven tant la pastura com el trànsit de bestiar pels pastius i boscos baronials, com el carnatge, l'herbatge i el beuratge.